# 三星Galaxy A7 (2018)
三星Galaxy A7 (2018)是由三星電子製造的一款Android智慧型手機，於2018年9月24日發布。這台智慧型手機搭載了三星Exynos 7885，由8個ARM Cortex-A53 核心、Mali-T830MP3 GPU、4 GB的記憶體和128 GB儲存空間組成，最大可以擴充到512GB的MicroSD記憶卡，支援4G+4G雙卡雙待，電池為不可拆卸式3300mAh，不支援快充。 另外，此機和上代的差異是無防水功能和Type-c充電埠改回Mirco usb。

## 技術規格
- 後置攝像頭：2400+500+800萬像素
- 前置攝像頭：2400萬像素
- 內存：4 GB RAM
- 存儲：128GB
- 電池：3300mAh
- 尺寸：6.0寸
- 處理器：三星Exynos 7885
- 操作系統：基於Android 8.0 Oreo 系統的Grace UX 介面 現已可更新到基於Android 10  Q系統的One UI 2
- 重量：168克
- 螢幕：1080p Full HD 2220*1080 18.5:9Super AMOLED